# Hellas live
Hellas live war der erste und bisher einzige deutschsprachige Radiosender für Griechenlandurlauber. Der Sendebetrieb wurde am 18. Juni 2003 aufgenommen. Während der Saisonmonate vom 15. März bis zum 15. Oktober konnte er über Satellit (Hot Bird 6, Transponder, Symbolrate 27,5 MSym/s, FEC: 5/6, Downlinkfrequenz: 11,604 MHz, horizontal) europaweit und über UKW auf Kreta, Rhodos, Santorin, Korfu und in Igoumenitsa empfangen werden. Elf deutsche Moderatoren in Büderich berichteten über aktuelle deutsche Nachrichten, Bundesliga-Berichte, Börsentipps und Unterhaltung. Finanziert wurde der Sender durch lokale Werbung. Das Programm erreichte täglich 340.000 Hörer.
Obwohl sich sogar die deutsche Botschaft für die Radiomacher eingesetzt hatte, ergaben sich zunehmend Probleme durch fehlende Werbeeinnahmen, Zahlungsmoral der lokal Werbetreibenden und Probleme mit der angemieteten Frequenzen. Im August 2005 wurde der Sendebetrieb wegen Insolvenz eingestellt.